# Dommarie-Eulmont
Dommarie-Eulmont település Franciaországban, Meurthe-et-Moselle megyében. Lakosainak száma 79 fő (2022. január 1.). Dommarie-Eulmont Fécocourt, Pulney, They-sous-Vaudemont, Thorey-Lyautey, Vandeléville és Vaudémont községekkel határos.

## Népesség
A település népességének változása:
| Lakosok száma | 79   | 72   | 75   | 78   | 82   | 84   | 87   | 87   | 88   | 79   |
|               | 1968 | 1982 | 1990 | 2006 | 2013 | 2015 | 2017 | 2019 | 2020 | 2022 |